# Macromotettix serrifemoralis
Macromotettix serrifemoralis är en insektsart som beskrevs av Zheng, Z. och G. Jiang 2002. Macromotettix serrifemoralis ingår i släktet Macromotettix och familjen torngräshoppor. Inga underarter finns listade i Catalogue of Life.